# Teddy Dunn
Edward Wilkes Dunn (19 de Junho de 1980), é um ator americano. Conhecido pelo personagem "Duncan Kane" na série de televisão Veronica Mars.

## Biografia
Teddy cresceu em Durham, Carolina do Norte, onde ele estava envolvido em esforços artísticos com os atores Maria Guiteras, Jeni Smith, o roteirista Bobby Curnow e os músicos Daniel Raimi e Nick Rowe. Ele estudou no colégio preparatório Phillips Academy, em Andover, Massachusetts onde se formou em 1999. Dunn frequentou a Universidade Northwestern, onde estudou teatro e ciências políticas. Ele continua estudando história e política. Dunn pratica vários esportes e é um fã dedicado da Major League Baseball. É irmão da cineasta Laura Dunn (The Unforeseen).

## Carreira
Na Phillips Academy, em Andover, ele se envolveu com o teatro e fez a peça The Zoo Story, de Edward Albee no papel de "Jerry", na peça The Misantropo, de Molière interpretou "Alceste" e foi dirigido por Kevin Heelan. Ele também apareceu em 2004 no remake de The Manchurian Candidate, no mesmo ano ele apareceu em um episódio da série Gilmore Girls e estava cogitado para fazer um papel recorrente como um pretendente para "Rory" na quinta temporada. Mas Veronica Mars estreou e ele já não estava disponível, de modo que os escritores reformularam a história e Matt Czuchry ocupou seu lugar como "Logan Huntzberger".
Teddy se tornou conhecido na série Veronica Mars como "Duncan Kane", ele deixou a série na segunda temporada, no episódio "Donut Run", mas voltou para uma participação especial no episódio final da segunda temporada "Not Pictured". Teddy também fez um episódio em Grey's Anatomy em 2006. Em 2008, ele apareceu no filme Jumper como "Mark Kobold".

## Filmografia
| Ano  | Filme                                          | Papel       |
| ---- | ---------------------------------------------- | ----------- |
| 2009 | Say Hello to Stan Talmadge                     | Bret        |
| 2009 | Kill Theory                                    | Brent       |
| 2008 | Jumper                                         | Mark Kobold |
| 2005 | Campus Confidential                            | Brandon     |
| 2004 | The Manchurian Candidate\|Sob o Domínio do Mal | Wilson      |

## Televisão
| Ano         | Título         | Papel           | Notas        |
| ----------- | -------------- | --------------- | ------------ |
| 2008        | CSI: NY        | Kevin Hall      | 1 episódio   |
| 2006 / 2004 | Veronica Mars  | Duncan Kane     | 44 episódios |
| 2006        | Grey's Anatomy | Heath Mercer    | 1 episódio   |
| 2004        | Gilmore Girls  | Graham Sullivan | 1 episódio   |